# HMAS Bathurst (J158)
HMAS Bathurst (J158) was een Australisch korvet van de Bathurstklasse en werd hoofdzakelijk gebruikt als mijnenveger. Het schip is vernoemd naar de Australische stad Bathurst in de staat New South Wales. De bouw van de Bathurst vond plaats bij de scheepswerf Cockatoo Island Dockyard in Sydney.